# Атагюль, Неслихан
Неслиха́н Атагю́ль Догулу́ (тур. Neslihan Atagül Doğulu; род. 20 августа 1992 года, Стамбул, Турция) — турецкая актриса
 и фотомодель.

## Биография и карьера
Неслихан Атагюль родилась 20 августа 1992 года в Стамбуле в семье шофёра черкесского происхождения и домохозяйки, родом из Беларуси. Помимо Неслихан, родители растили ещё и старшего сына. Атагюль начинала свою карьеру со съёмок в рекламных роликах: в 2005—2006 годах она приняла участие в рекламе Tofita, Valenza Kids, Sütaş. В 2006 году модель впервые снялась в фильме «Первая любовь». В 2008—2009 годах Неслихан снялась в 34 сериях сериала «Листопад».
В 2013 году Неслихан Атагюль приступила к съёмкам сериала «Два лица Стамбула», где сыграла главную роль.
Всемирную известность актрисе принесла роль Элиф в фильме «Всё, что мне осталось от тебя» (2015).
Несмотря на юный возраст, Неслихан уже получила международное признание и множество наград, многие из которых получены за фильм «Чистилище» (2012).
В 2015—2017 гг. снимался популярнейший сериал «Чёрная любовь» (также — Бесконечная любовь), где она сыграла главную героиню — Нихан.
В 2019 году Атагюль начала сниматься в сериале «Дочь посла», однако из-за проблем со здоровьем не смогла отсняться до конца.
В 2022 году модель приступила к съёмкам сериала «В конце ночи».
В 2023 году Неслихан Атагюль снялась в фильме «Ах, Белинда».

## Личная жизнь
С середины 2013 года Атагюль начала встречаться с актёром Кадиром Догулу; 26 ноября 2015 года пара обручилась. Свадьба состоялась 8 июля 2016 года. В июле 2024 года пара сообщила о скором пополнении.
6 марта 2025 года Неслихан и Кадир стали родителями - у пары родился сын.
Актриса любит читать книги, среди её любимых писателей — Франц Кафка, Карлос Кастанеда, Урсула Ле Гуин, также интересуется фильмами Тима Бертона и Дэвида Линча.

## Фильмография
| Год       |   | Русское название              | Оригинальное название | Роль          |
| --------- | - | ----------------------------- | --------------------- | ------------- |
| 2011      | с | Дорогой мой отец              | Canim babam           | Пынар         |
| 2011      | с | Жизнь продолжается            | Hayat Devam Ediyor    | Ширин         |
| 2012      | ф | Чистилище                     | Araf                  | Зехра         |
| 2013—2014 | с | Два лица Стамбула             | Fatih Habriye         | Нериман       |
| 2015      | ф | Всё, что мне осталось от тебя | Senden Bana Kalan     | Элиф          |
| 2015—2017 | с | Чёрная любовь                 | Kara Sevda            | Нихан         |
| 2018      | с | Самоубийца                    | Intiharci             |               |
| 2018      | с | Дно                           | Dip                   | Бильге        |
| 2019—2020 | с | Дочь посла                    | The Sefirin Kizi      | Нарэ          |
| 2022—2023 | с | В конце ночи                  | Gecenin Ucunda        | Маджиде       |
| 2023      | ф | Ах, Белинда                   | Aahh, Belinda         | Дилара/Хандан |

| Önemli Ödülleri | Önemli Ödülleri                                                    | Önemli Ödülleri                           | Önemli Ödülleri |
| Год             | Награда                                                            | Категория                                 | Фильм           |
| --------------- | ------------------------------------------------------------------ | ----------------------------------------- | --------------- |
| 2007            | 14-й фестиваль «Золотой кокон» (Адан)                              | Подающая надежды молодая актриса          | Первая любовь   |
| 2012            | Международный кинофестиваль «Завтра» (Москва)                      | Лучшая актриса                            | Чистилище       |
| 2012            | 19-й фестиваль «Золотой кокон» (Адан)                              | Подающая надежды турецкая молодая актриса | Чистилище       |
| 2012            | 25-й Международный кинофестиваль (Токио)                           | Лучшая актриса                            | Чистилище       |
| 2012            | Международный кинофестиваль (Пуна)                                 | Лучшая игра                               | Чистилище       |
| 2012            | Премия SIYAD на 45-м Анталийском кинофестивале                     | Лучшая актриса                            | Чистилище       |
| 2013            | 16-й Международный женский кинофестиваль «Летающая метла»          | Самая молодая ведьма                      | Чистилище       |
| 2016            | Кинопремия интернет-СМИ Magazinci.com (лучшие из лучших)           | Актриса года                              | Чёрная любовь   |
| 2019            | Международный кинофестиваль в Измире "Обладатель Золотой Артемиды" | Лучшая женская роль                       | Дочь посла      |